# The Orange Man Theory
The Orange Man Theory è stato un gruppo hardcore punk italiano fondato nel 2003 a Roma. Sono noti per il loro stile musicale piuttosto eclettico e poco facile da descrivere: alle sonorità di stampo più spiccatamente hardcore, incorporano elementi di southern rock, indie rock e screamo.

## Storia del gruppo
Partiti inizialmente nell'underground italiano, dopo alcuni demo, la band si reca negli Stati Uniti per la registrazione del loro debutto Riding a Cannibal Horse from Here to... nel 2004, prodotto da Steve Austin dei Today Is the Day, presso la Supernova Records. Il disco è stato pubblicato nel 2006 per Indelirium Records e ristampato nel 2007 dalla Supernova Records. Ritornati in Italia dopo un primo tour in Sud America di 27 date nel 2006, Remo, seconda chitarra dei Last Green Field si unisce al gruppo quale bassista. In seguito al loro esordio, hanno iniziato a ricevere sempre più attenzione da parte della stampa internazionale, tanto che l'interesse da parte del pubblico oltreoceano li ha portati ad un intenso periodo di tour in buona parte del Nord America e in Europa. Nel 2008 durante il Satan Told Me I'm Right USA tour la band ha preso parte al South by Southwest ad Austin, Texas. Il loro secondo album è uscito nel 2009, Satan Told Me I'm Right, è stato prodotto anche questo da Steve Austin e pubblicato da Subsound Records.
La loro attività dal vivo si interrompe nel 2014 e lo scioglimento viene annuciato nel 2017

## Formazione

### Formazione attuale
- Giorgio 'Giorgioni' Cifuni (2012 -) - canto
- Gabriele 'Gabbo' Giaccari (2003 - ) - chitarra, seconda voce
- Marco 'Cinghio' Mastrobuono (2007 - )- basso, seconda voce
- Tommaso 'Tom' Moretti(2007 - ) - batteria

### Ex componenti
- Perepo - basso (2003)
- Remo Fulgenzi - basso (2004 - 2006)
- Mario Iuliano - batteria (2008 live session)
- Emiliano Cantiano - batteria (2007 live session)
- Andrea 'merendina' Cruciani - batteria (2003 - 2007)
- Gianni Serusi - voce (2003 - 2012) - voce

## Discografia

### Album in studio
- 2006 - Riding a Cannibal Horse from Here to...
- 2008 - Satan Told Me I'm Right
- 2013 - Giants, Demons and Flocks Of Sheep

### EP
- 2003 - Hombrelobo Live Sessions
- 2004 - How To Have Friends And Rocking At The Same Time